# 野外調理

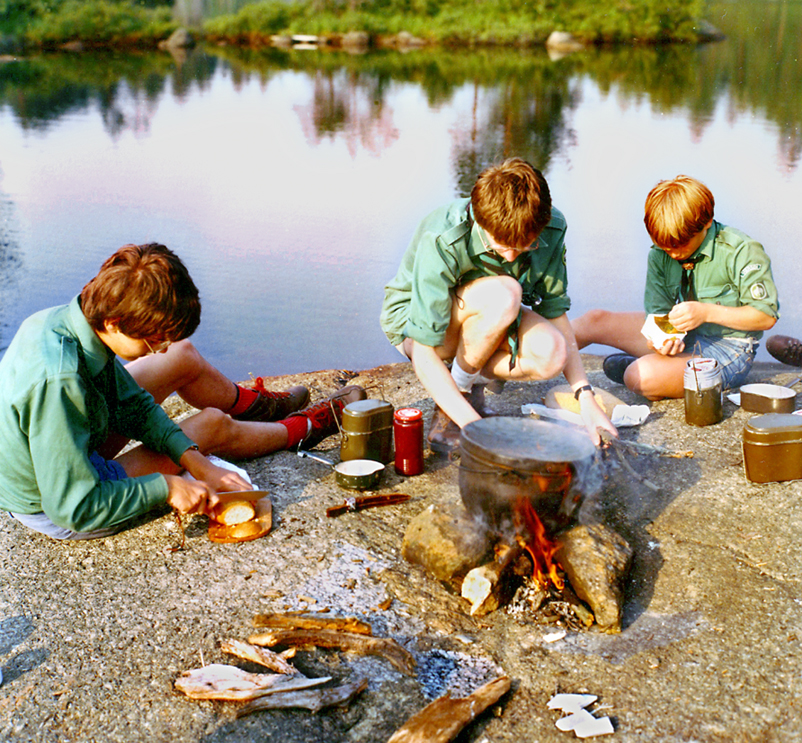
ノルウェー南部の湖で調理する少年たち

野外調理（やがいちょうり）あるいはアウトドア・クッキング（英語: outdoor cooking）は、野外（屋外）における調理であり、台所での調理と根本的に異なる。野外調理の大きな特徴として、屋内調理と異なり調理場所を定めることが困難であることである。その結果、キャンプやトレッキングにおいて、野外での食事を準備するための技術と特殊な道具が開発された。このような調理技術は伝統的に、北アフリカのベルベル人や北アメリカの先住民族、移民のような遊牧民文化と関係があり、それらの技術を現代に引き継ぎ、改良して野外レクリエーションに用いられている。
西洋諸国において、野外調理の伝統を維持し発展させる活動は、野外リーダーシップ訓練 (NOLS) やアウトワード・バウンドのようなボーイスカウトや野外教育により、また野外活動の組織に近しい作家や料理人により行われている。

## 食品とレシピ
屋外向けに通常用いられる食品は、通常の台所向けとは幾分異なっており、また、調理を行う野外活動の種類によっても相違がある。公共のキャンプ場では、食料品店が近いため新鮮な肉や野菜を用いて、様々なレシピを調理できるが、辺疆など、そういった食品を即時に確保できない場所では、水分量が多い新鮮な食品を多く運ぶことができないため、乾燥した肉や野菜、ラーメンやポレンタ、乾燥ポテトフレークのような澱粉食品が主である。両分野の野外活動専門家は、山菜や果実、魚やジビエのような現地で採取できる野生の食物を使う場合もあるが、特に辺境のキャンプにおいては、部分的または完全な菜食となることもある。
キャンプ用の食料は、長時間のハイキングのエネルギー源として高脂肪、高炭水化物であることが多く、ハイカーは（レーションのように）トレイルミックス、チョコレート、エナジーバーのような高栄養の軽食、スポーツドリンク等を主に摂取する。水は非常に貴重であることから、塩素やヨウ素のような殺菌剤や化学処理の風味を抑える粉末ジュースも重要な食料である。
レシピは相当な計画と準備を念頭にいれ、家庭で材料を下調理して野外で調理するものが多い。多数のフリーズドライ食品（食材と料理の両方）がアウトドア用品店で販売されており、水を加えるだけの即席食品（シリアル、ソースで味付けしたパスタや米、即席スープ）もスーパーマーケットで容易に入手できる。一方、野外活動専門家は、各ハイカーが生の食材を選択して野外で下調理から行うことを支持している。

## 調理法

### 直火焼き

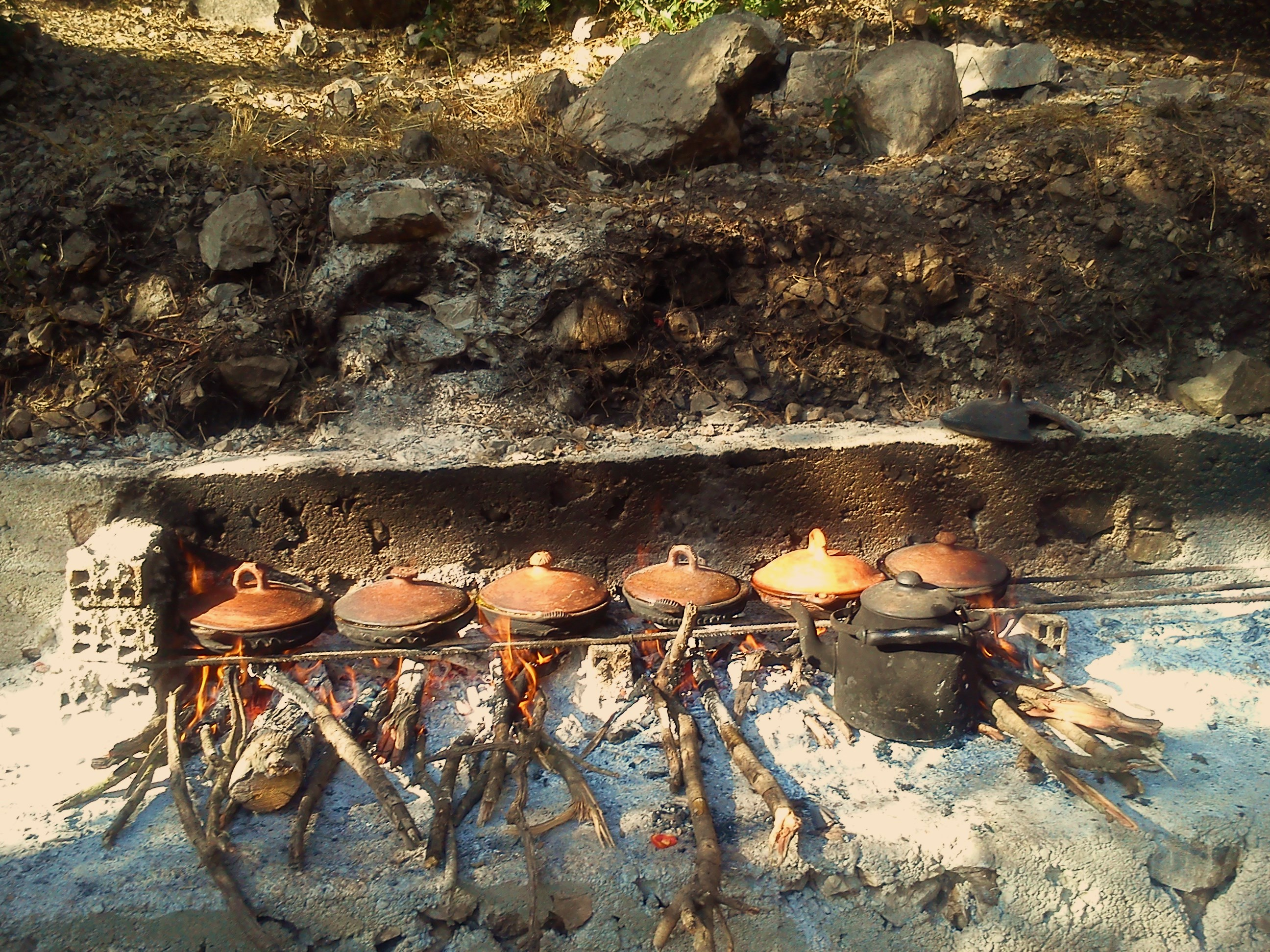
野外料理、タジン鍋

野外調理の最も伝統的な（実際に人類最古の）調理法はキャンプファイヤーを用いたものである。キャンプファイヤーは多くの手法で食品の調理に用いられる。キャンプファイヤーの調理法は、コンロの発明前の、またはコンロがない地域での日常の調理と同じである。薪の使用が許可されている地域のトレッキングでは余分な設備を持たずキャンプファイヤーで調理できるが、キャンプファイヤーの多くは日帰りキャンプ場で行われる。キャンプファイヤーで調理する食品は不慣れな人には意外と難しい。また、火災の危険があるため多くの地域でキャンプファイヤーは違法行為とされており、キャンプでは携帯コンロを用いることが多い。

#### 炙り焼き
キャンプファイヤーでの調理で最も簡易かつ一般的な方法は、食品を長い串に刺して炎の上に固定し、炙り焼きにする調理である。ホットドッグの調理やマシュマロを焼いてスモア (S'more) を作る方法として一般的である。マジャル人はサロンナ (Szalonna) をキャンプファイヤーでローストすることが多い。串の他に、pie iron（長い取っ手付きの小さな鉄型）も使われ、具を挟んだ薄切りパンを挟んで熱した炭の上で調理する。肉の調理で、ローストはグリルに対して肉汁を再利用できる利点があり、食品の下に耐熱容器を置いて集める。

#### 焼き料理
石窯の考え方を応用して、天板を炎の上に置くことで焼き料理ができる。これは多くの国でパンやパイ、その他の調理に用いられた一般的な方法であり、現在も特にキャンプでの肉詰め料理で多く用いられる。

#### グリル
グリルもまた簡易な調理法であり、煙の風味がする料理を作る。キャンプファイヤーでのグリルは通常の炭火のバーベキューと同じ方法である。食材を単にグリルに置くと燃えるため、常に注意が必要である。食材を固定する取っ手付きグリルは、食品の温め、ハンバーガーやソーセージのグリル、またはトーストを焼くために使われる。たき火が許可されていない場合、軽量の炭火グリル（「hibachi」式）が直火グリルに使われる。

#### フライ
フライが不要なことも多いが、旅先で魚やジビエを捕獲した場合や、ある種のパンやデザートの調理にも使用する。キャンプ用フライパンは、携帯用に取っ手がなく、留め具で掴んで調理するものが多い。一般に、バターやラード等の動物性油脂は安定しておらずキャンプに向かないため、キャンプではフライに植物油またはマーガリンを使用する。
キャンプ用フライパンは（鋳鉄鍋を使う場合もあるが）通常非常に薄い金属製であり、特に火口の小さい携帯コンロで食品を均等に調理するには注意が必要である。通常、フライパンを素早く動かして火力を底全体に伝える「時計回り」技術が好ましい解決策だが、炎拡散器を使って同じ効果を得ることができる。また、キャンプファイヤーでは「スパイダー」と呼ばれる足付き鋳鉄鍋での、直下の小さな火の調理も好まれる。
平たい石を直火の上に置く（または他の石の上に置く）、即席のグリドルを作り、食品を石で調理することもできる。

#### 茹で料理
特にバックパッカーにとって、旅行中にお湯を沸かすことは最も一般的な炊事であり、調理や食品の戻し、温かい飲み物、洗浄、飲み水の消毒に用いる。このため、携帯コンロは1リットル（または他の適量）のお湯を湧かす時間が基準である。実際、商用コンロには湯沸かしに特化して、フライや焼き料理にも使える製品がある。
キャンプ用フライパンと同様に、キャンプ用ポットは非常に軽い素材（アルミニウムや、かなり高価な高級品のチタン）で作られる。水の熱量のため心配は少ないが、調理ではポットの量が少ないため空焚きして食品を焦がすことのないよう注意が必要である。
ほかに、燃えない容器（缶、竹の節、即席の樹皮製ポット等）を炎の上に置く（または吊り下げる）場合もある。

#### ダッチオーブン等の鍋料理
西部開拓時代と密接に関係する伝統的なダッチオーブンは、重い鋳鉄の鍋で、伝統的に3つの脚と熱した石炭を置くための縁取りがある蓋を持つ。このような鍋はバックパッカーには重すぎるが、集団でのキャンプやバーベキューに用いられることが多い。
火の上に鍋を吊るしての調理は風情があるが、こぼれやすく、現地の材木で作るのは難しい。通常は金属製であり、歴史的にコンロが発明されるまで家庭の暖炉で用いたものと同じである。2本の鉄の棒間を鉄の部品で渡し、鍋を様々な高さに吊るして炎から温度調節をする。炎の上にグリドル、グリル、焼き串を吊るすこともできる。木材で作る場合、ロープで縛り2組の三脚を作るとロープは溶けたり燃える危険がある。ほぞ組み (Dovetail joint) が安全であるが作成が難しい。

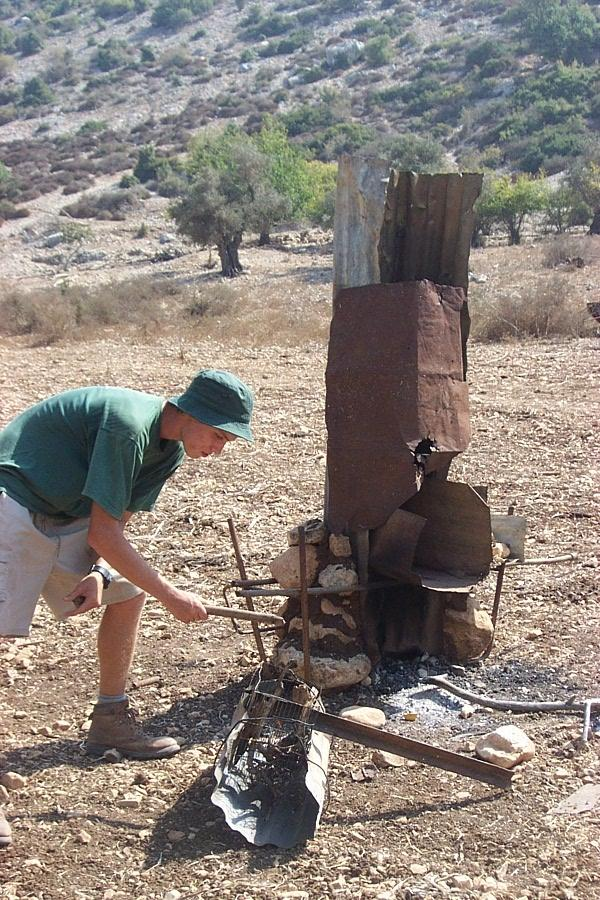
野外で見つけた材料で作ったオーブン

三脚での調理に替わる良い方法は直火の上での調理である。これを正しく行うためには、火力はほどよい炭の層で、燃え尽きて炎が出ない炭火の状態とする必要がある。鍋を炭の上に直接置くこともできるが、炭火を消すことが多いため好ましくない。火から離して鍋を置くために、鍋の両端に同じ大きさの小さな木材が使われることが多い。キャンプ用のダッチオーブンは鍋の下に3本の脚があり、この役割を果たす。代替で3つの石や金属くずの塊（英語でkanunと呼ぶマグネシウム屑）を使用して、空気の流れを保って燃焼を最適にする。この方式による調理の欠点は、鍋が煤と灰により洗い落とせないほど黒くなることである。調理前に鍋の外側に薄い石鹸（生分解性が望ましい）の層を作ることで煤と灰を予防できる。煤と灰は石鹸に付着し調理後に容易に洗い落とせる。

#### 蒸し料理

竹蒸し

二重鍋での蒸し

竹等の植物を使用した蒸し料理も可能である。この調理法では、切った竹を斜めにして火にかける。竹は内部で（節で）分けられており、水を一番下に注ぐ。食品（例えばコメ）を一番上に入れ、一番下からの（炎による）蒸気で蒸しあげる。

#### 他の蒸し焼き調理
最初の蒸し焼き調理は、アースオーブン (Earth oven) であり、火をおこした穴を単純に覆う。この料理法はポリネシアのウム（umu）、中央アジアのタンドール、ネイティブアメリカン・クラムベイクの調理法の中に見られる。
もう1つの一般的な技術はアルミホイルに包んで焼く調理法である。食材を耐久性のあるスズやアルミニウムのホイルの中に包み、熱した炭の上または中に置く。ベイクドポテトは通常この方法で焼かれるが、全ての食事をこの方法で1つの包みで調理することもできる。アルミニウムやスズの他に、有機物（木の葉）もしばしば用いられる。バナナの木などの葉は十分な量の油分を含むため、（少なくとも調理が完了するまで）炎の熱に耐えて発火し燃えることがない。食材をホイルで包む調理法では、ホイルと食材の間にシリコン加工シートなどをはさむレシピが適用された。調理法全体はフランス料理で開発された包み焼き（パピヨット）の手法と類似しているが、より堅牢に包む。
他の単純な方法は、ギリシア料理のクレフティコ（kleftiko）のような食材を粘土で包む調理法、葉で包む調理法、および食材を乗せた板（グリル用木材）を炎の上に置くプランク焼きである。火の側または中で熱した石の上に食材を置く石焼料理もある（熱した石を鍋に入れる手法は別の調理法である）。
長距離トラック運転手、自動車旅行者、およびラリー選手は、自動車のエンジン部品上での調理に頼ることがしばしばある。料理本『マニフォールド・デスティニー』は、ユーモア本でもあるが、この調理法の正式な基準とされている。食材を数層のアルミホイルで包み、エンジン本体または他の加熱した部品の上に固定する。
危険が低く安定した火山活動がある地域では、（ハワイで発明された）溶岩料理が特別料理として行われている。食材は直接溶岩に乗せず、湿った包まれる（通常バナナやティのような湿った熱帯植物の葉）で包まれる。包んだ葉は使い捨てで、表面が削り取られるか、料理が出される前に冷ました溶岩と共に片付けられる。

## 特別な調理器具
伝統的にダッチオーブンがキャンプ用に特別に設計された。このような鍋（火の上に鍋を取り付けるための脚と取っ手付き）は現在も広く使われているが、底が平面のコンロ用タイプは稀少品である。この鍋は燃焼した炭の上に置き、しばしば鍵穴型のたき火から蓋の上に追加の炭を置く。通常キャンプでは、炭が落ちないよう縁ありの蓋が用いられる。ダッチオーブンは鋳鉄またはアルミニウム製であり、重量があるためトレッキング向きではないとされる。ダッチオーブンは、シチューや骨付き肉、パン類のような調理に長時間を要する料理に適している。キャンプでのパン焼き調理は携帯コンロ向け器具以外にも、長期キャンプでは土窯を作ることもできる。
携帯コンロは、木材のような燃料が乏しい場所、またはたき火禁止の環境で広く使用される。このような器具は一般に液体燃料（通常石油由来またはアルコール類）を用いるが、焜炉設計によってはプロパンのようなガス燃料、木屑やヘキサミンのような固形燃料も使用される。米国フロントカントリー地区のキャンプでは屋内用ガスコンロと同様の機能をもつ2口モデルが多く使用されるが、一般にトレッキング用コンロは、通常の台所用器具よりも小型で火力が弱く、アルミニウムやチタン製の軽量調理器具（Billycan）が求められる。
加えて、野外で特殊なオーブン器具なしのパン焼き料理調理法、熱源の上に（蓋付き）鍋を反転させた調理、ダッチオーブンの蓋の炭を模倣して鍋の蓋に小さな火を起こす「小枝の火」がある。
反射オーブン (Reflector oven) は、火の側の地面に設置して熱放射を集める。
ソーラークッカー (Solar cooker) は、環境負荷を最小限にする場合または単に必要な場合に時おり使用される。
セラミックグリルには様々な外観があり、単純な形状では古来から使用されている。現代の調理器具の多くは美しいデザインで装飾されている。このグリルでは、熱を保持し蒸気を閉じ込めるため十分に効率的に調理できる。高品質のグリルの多くは耐候性であり、グリル、バーバキュー、燻煙、およびパン焼きに1年中使用できる。その他の利点には、加熱時間の短さと高熱箇所のなさがある。最小限の炭を使用し燃料効率が高く、高熱箇所がないため子供に対して安全である。

## 危険性
クマの生息域では、調理作業と食材保存場所が動物を引きつけるため、特別な注意が必要である。調理場所と食材保存場所は夜営場所から十分安全な距離をとらなければならない。食材は　熊缶やベアバッグに入れて木や支柱に吊るす必要がある。他の動物、特にアライグマ、リス、スカンクやネズミも引き寄せられる。